# James Tont operazione D.U.E.
Pour plus de détails, voir Fiche technique et Distribution.
James Tont Operazione D.U.E. est un film italien réalisé par Bruno Corbucci en 1966.
C'est la suite de James Tont operazione U.N.O. sorti en 1966, parodie de film de James Bond.

## Synopsis
James Tont doit faire échouer le plan D.U.E., abréviation de Distruzione Urbe Eterna (destruction de la ville éternelle), d'une association criminelle dont le chef est Joe Street.

## Fiche technique
genre : Comédie d'espionnage

## Distribution
Lando Buzzanca - James Tont
France Anglade - Helene
Loris Gizzi - Mr. Spring
Claudie Lange - Clarissa
Antonella Murgia - Samantha
Jacques Dufilho - Y
Geoffrey Copleston - Head of Secret Service
Furio Meniconi - Spring's Henchman
Aldo Bonamano - KGB spy
Mirko Valentin - Lopez
Franco Ressel - Jack Clifford, the spaceman
Enzo Consoli
Francesco Sormano - the chairman at the International Spies Congress
Sara Tonini
Renato Montalbano - Von Bergen